# Vereenigde Polders
De Vereenigde Polders is een voormalig waterschap in de provincie Groningen.
Het schap is ontstaan uit een fusie tussen de Beide Veenslooten en de Eendracht en Korte Akkers. Het gebied werd bemalen door twee molens die beide uitsloegen op de Jachtveensloot.
Waterstaatkundig gezien ligt het gebied sinds 2000 binnen dat van het waterschap Hunze en Aa's.